# Logische Sprache
In der Linguistik bezeichnet eine logische Sprache eine konstruierte Sprache, die logischen Überlegungen folgend aufgebaut ist. Kennzeichen ist vornehmlich eine eindeutige Syntax, die von einem Parser zerlegt werden kann.
Die heute bekannteste logische Sprache und Vorläufer mehrerer jüngerer solcher Sprachen ist das 1955 von James Cooke Brown entworfene Loglan. Loglan wurde ursprünglich entwickelt, um die Sapir-Whorf-Hypothese zu testen, laut derer die Wahrnehmung der Realität durch die Muttersprache des Betrachters beeinflusst wird.

## Beispiele für logische Sprachen
- Loglan (logical language), konstruierte Sprache, die Ende der 1950er Jahre von James Cooke Brown entwickelt wurde
- Ceqli
- Lojban (Sprachcode nach ISO 639-2: jbo), konstruierte Sprache, die 1987 von der Logical Language Group entwickelt wurde